# Za sklem
Za sklem (ve slovenském originále Za sklom) je slovenský krimi seriál, který se začal vysílat 28. září 2016 na JOJ a JOJ Family. Od 4. července 2017 seriál vysílála také televize Prima. Seriál, který je inspirovaný skutečnými událostmi, vypráví příběh dvou elitních policistů, kteří se nakonec ocitnou na opačné straně zákona.
Dne 13. ledna 2017 potvrdila JOJ druhou řadu, která měla premiéru 8. listopadu 2017. Dne 17. července 2018 bylo oznámeno, že seriál získal třetí a finální řadu, která byla inspirovaná vraždou novináře Jána Kuciaka a jeho snoubenky Martiny Kušnírové. Řada měla premiéru 1. října 2019. Poslední epizoda byla odvysílána 12. listopadu 2019.

## Obsazení

### Hlavní role
| Postava                                             | Představitel    | Popis | Řady            | Řady            | Řady            |
| Postava                                             | Představitel    | Popis | 1               | 2               | 3               |
| --------------------------------------------------- | --------------- | --- | --------------- | --------------- | --------------- |
| major Tibor "Maxo" Maxovský                         | Tomáš Maštalír  | vyšetřovatel z protizločinecké jednotky NAKA                                                                                    | hlavní          | hlavní          | hlavní          |
| major Norbert "Noro" Višváder / agent Patrik Vittek | Ján Koleník     | vyšetřovatel z protizločinecké jednotky NAKA a agent SIS                                                                        | hlavní          | hlavní          | hlavní          |
| podplukovníčka Zora Ballová                         | Kamila Magálová | Šéfka týmu NAKA. Na konci první řady byla nucena odejít do důchodu. Ve třetí řadě je opět šéfkou protizločinecké jednotky NAKA. | hlavní          | hlavní          | hlavní          |
| Vladimír Slančík                                    | Jiří Bartoška   | podnikatel, mafián a Dankův biologický otec                                                                                     | hlavní          | hlavní          | Does not appear |
| Juraj "Bongy" Bongrád                               | Milan Ondrík    | mafián | hlavní          | Does not appear | Flashback       |
| Lena Antolová                                       | Rebeka Poláková | manželka policistu Dávida Antola a Dankova matka                                                                                | hlavní          | vedlejší        | Does not appear |
| poručík Hana Letrichová                             | Zuzana Kanócz   | vyšetřovatelka z finanční jednotky NAKA                                                                                         | Does not appear | hlavní          | hostující       |
| Viktória Ballová                                    | Táňa Pauhofová  | právnička a dcera Zory Ballové                                                                                                  | Does not appear | hlavní          | vedlejší        |
| Silvia Oravská                                      | Jana Kolesárová | partnerka Hany Letrichové a Ľuda Čierneho                                                                                       | Does not appear | Does not appear | hlavní          |

### Vedlejší role
- Adam Jančina jako praporčík Karol "Lajťák" Svetlý, policejní ajťák a počítačový expert
- Tibor Vokoun jako soudní lékař (řady 1–2: vedlejší; třetí řada: hostující)
- Žofia Martišová jako paní Maxovská, Maxova babička (řady 1–2)
- Jaroslav Mottl jako Andrej "Rohan" Roháč, agent SIS
- Barbora Andrešičová jako Patrícia Brunovská, novinářka
- Juraj Rašla jako Roman Malec, vyšetřovatel z Úřadu inspekční služby Ministerstva vnitra SR. Ve druhé řadě byl dočasným šéfem vyšetřovacího týmu NAKA. V průběhu třetí série se stal novým prezidentem Policejního sboru SR].
- Ľuboš Kostelný jako Marián "Tajson" Blánka, šéf slovenské mafie (první řada)
- Oliver Hrubý jako Daniel "Danko" Antol, syn Leny Antolové (řady 1–2)
- Martin "Mako" Hindy jako Tajsonova a Slančíkova gorila (řady 1–2)
- Noël Czuczor jako Riky, Slančíkova pravá ruka a agent Mosadu (druhá řada)
- Eugen Libezňuk jako Česlav "Ucho" Kupko, šéf ukrajinské mafie (druhá řada)
- Milan Kňažko jako Milan Solan, člen Interpolu v důchodu a bývalý šéf Zory Ballové (druhá řada)
- Ján Jackuliak jako Peter Drapák, mafián a obchodník se zbraněmi (druhá řada)
- Michal Ďuriš jako Košický, Slančíkův právník (řady 1–2: vedlejší; třetí řada: hostující)
- Alexander Bárta jako podporučík Branislav "Braňo / Babka" Dušan, vyšetřovatel z NAKA (druhá řada); vyšetřovatel z Úřadu inspekční služby Ministerstva vnitra SR a nový ředitel Úřadu inspekční služby Ministerstva vnitra SR (třetí řada)
- Maroš Kramár jako podnikatel a mafián Marián "Břicho" Vozner (řady 2–3)
- Zuzana Mauréry jako Jana "Kosatka" Balogová, tajemnice Ministerstva obrany SR. Na konci druhé řady se stane ministryní obrany ČR a v průběhu třetí řady ministryní vnitra SR. (řady 2–3)
- Adrian Jastraban jako Ľudovít "Ľudo" Čierny, nový partner Silvie Oravské (třetí řada)
- Roman Luknár jako Šéf, předseda vládní strany a premiér SR. Po vraždě novináře přišel o funkci. (třetí řada)
- Gregor Hološka jako Fúzatý, ministr vnitra SR. Po vraždě novináře přišel o funkci. (druhá řada: hostující, třetí řada: vedlejší)
- Jozef Vajda jako Slavo "Dědo" Kučera, podnikatel a Hasprův švagr (třetí řada)
- Predrag Bjelac jako Tonino "Tony" Badala, taliansky podnikatel a mafián (třetí řada)
- Darina Abrahámová jako Marica Vdovjaková, podnikatelka (třetí řada)
- Marián Mitaš jako Adam Bartovič, investigativní novinář portálu Aktuality.sk (třetí řada)
- Vladimír Černý jako šéfredaktor portálu Aktuality.sk (třetí řada)
- Martin Mňahončák jako Libor Haspra, prezident Policejního sboru SR (třetí řada)
- Pavol Višňovský jako Borsó, ředitel NAKA (třetí řada)

### Hostující role

#### První řada
- Juraj Loj jako kapitán Dávid Antol, policista z NAKA, manžel Leny Antolové a Dankův otec
- Gejza Benkő jako Jozef "Fistman" Mazurek
- Martin Nahálka jako Drobný
- Vladislav Šarišský jako Vitalij
- Pavol Michalka jako ministr vnitra SR
- Ivana Kubačková jako Petra Valentová, masérka
- Zuzana Porubjaková jako ona sama
- Eva Landlová jako stará paní, svědkyně
- Viktória Predanociová jako Slávka

#### Druhá řada
- Jakub Kuka jako "Kobalt" Rovňák
- Vladislav Šarišský jako Vitalij
- Štefan Bučko jako ministr obrany SR
- Peter Vaco jako Pavol Poliak
- Barhum Nakhlé jako Rafik bin Talal
- Vasil Rusinak jako Oleg Novikov
- Katarína Feldeková jako vězeňkyně Kováčová
- Milada Rajzíková jako Mária Husárová, Maxova matka
- Martin Horňák jako Rudolf Husár, Maxův otčím
- Peter Cibula jako právník

#### Třetí řada
- Zuzana Moravcová jako Svetlana Dušanová (roz. Javorová), Babkova manželka
- Barbora Palčíková jako Mária "Majka" Drobná, bývalá hlavní státní radní a Šéfova asistentka a milenka
- Milena Minichová jako Alena "Aja" Žulová
- Roman Fratrič jako ředitel družstva
- Martin Šalacha jako Andrej Palček, podnikatel a majitel hotela
- Dominika Richterová jako Monika Schön, Badalova milenka a finalistka soutěže krásy
- Michaela Majerníková jako Beáta Rosnová, policistka
- Romana Dang Van jako masérka
- Daniela Gudabová jako pani Čabajová, Zdenova matka
- Michal Tomasy jako Zdeno Čabaj
- Peter Cibula jako právník
- Juraj Hrčka jako Slovák, Voznerův poskok
- Juraj Bača jako Daniel Boroteli, zaměstnanec Úřadu pro ochranu ústavních činitelů Ministerstva vnitra SR
- Milan Mikulčík jako Richtár, Vdovjakovej poskok
- Peter Brajerčík jako Zoltán "Zolo" Andrašovan
- Andrej Šoltés jako Tomáš Samo
- Braňo Mosný jako Miroslav "Miro" Miček

### Podobnost postav s reálnými osobami
Oficiálně je podobnost postav s reálnými osobami čistě náhodná, ale diváci postřehli, že některé postavy převážně politiků jsou velmi povědomé:
- Milan Ondrík - Juraj "Bongy" Bongrád připomíná mafiána Petra Čongrádyho;
- Gejza Benkő - Jozef "Fistman" Mazurek jako extremista připomíná poslance Milana Mazureka;
- Maroš Kramár - Marián "Brucho" Vozner jako podnikatel a mafián připomíná Mariana Kočnera;
- Peter Vaco - Pavol Poliak jako podnikatel připomíná Pavla Ruska;
- Roman Luknár - Šéf jako předseda vládní strany a premiér SR, který po vraždě novináře přišel o funkci, připomíná Roberta Fica;
- Gregor Hološka - Fúzatý jako ministr vnitra SR, který po vraždě novináře přišel o funkci, připomíná Roberta Kaliňáka;
- Zuzana Mauréry - Jana "Kosatka" Balogová jako nová ministryně vnitra SR připomíná Denisu Sakovú;
- Jozef Vajda - Slavo "Dedo" Kučera jako majitel bezpečnostní služby s vazbami na vládu připomíná nitranského oligarchy Miroslava Bödöra;
- Martin Mňahončák - Libor Haspra ako prezident Policejního sboru SR] připomíná Tibora Gašpara;
- Juraj Rašla - Roman Malec se svou vilou na Floridě a jmenováním na post prezidenta Policejního sboru SR připomíná Milana Lučanského;
- Pavol Višňovský - Borsó jako ředitel NAKA připomíná Petra Hraška. Na rozdíl od skutečného Petra Hraška byl Borsó na místě činu vraždy novináře a jeho snoubenky stejně jako tehdejší šéf protikorupční jednotky NAKA a Hraškův přímý podřízený Róbert Krajmer;
- Darina Abrahámová - Marica Vdovjaková jako podnikatelka z východního Slovenska s podvodnými agrodotáciami, poslankyně a členka vládní strany připomíná Ľubicu Roškovú;
- Predrag Bjelac - Tonino "Tony" Badala jako italský podnikatel a mafián připomíná Antonina Vadalu;
- Marián Mitaš - Adam Bartovič jako investigativní novinář portálu Aktuality.sk připomíná Mareka Vagoviče;
- Vladimír Černý - šéfredaktor portálu Aktuality.sk připomíná Petra Bárdyho;
- Barbora Palčíková - Majka Drobná jako hlavní státní radní, asistentka a milenka premiéra připomíná Máriu Troškovú;
- Milena Minichová - Alena "Aja" Žulová jako Voznerova volavka připomíná Alenu Zsuzsovú;
- Juraj Hrčka - Slovák jako Voznerův poskok připomíná bývalého novináře Petra Tótha;
- Peter Cibula - Voznerův právnik připomíná Kočnerovho právníka Mareka Paru;
- Peter Brajerčík - Zoltán "Zolo" Andrašovan jako zprostředkovatel mezi volavkou a vykonavateli vraždy novináře připomíná Zoltána Andruskóa;
- Andrej Šoltés - Tomáš Samo jako jeden ze dvou vrahů novináře připomíná Tomáša Szabóa;
- Braňo Mosný - Miroslav "Miro" Miček jako jeden ze dvou vrahů novináře připomíná pripomína Miroslava Marčeka;
- postava, která se v seriálu jen vzpomíná - Lichvář jako prezident SR připomíná Andreja Kisku;
- postava, která se v seriálu jen vzpomíná - Paľo jako zavražděn investigativní novinář připomíná Jána Kuciaka;
- postava, která se v seriálu jen vzpomíná - Paľova snoubenka připomíná zavražděnou archeoložku Martinu Kušnírovú;
- postava, která se v seriálu jen vzpomíná - Šéfův bratr, o kterém psal seriálový novinář Paľo, připomíná Ficova bratra Ladislava, o kterém psal Ján Kuciak;
- postava, která se v seriálu jen vzpomíná - Kapitán / Rigoróz / Rigoróznik jako předseda Národní rady Slovenské republiky a předseda vládní strany připomíná Andreja Danka;
- postava, která se v seriálu jen vzpomíná - Blondýna, kterou je třeba postrašit jako právnička, která dělá problémy v souvislosti s Pezinskou skládkou, připomíná Zuzanu Čaputovú;
- postava, která se v seriálu jen vzpomíná - Harakter připomíná Bélu Bugára;
- postava, která se v seriálu jen vzpomíná - bývalý ústavní právník, ten, který už dávno nežije, připomíná Ernesta Valka.

## Produkce
Seriál pro JOJ natáčela produkční společnost DNA Production, které v minulosti pro televizi vyrobila seriály Dr. Ludsky a Dr. Dokonalý. Vyrobených bylo 8 dílů. Kvůli řadě akčních a kaskadérských scén byly herci speciálně vyškoleni. Jedním z režisérů je také Róbert Šveda. Seriál je dosud časově nejnáročnějším seriálem JOJ, i kvůli natáčení na filmové kamery. Mnoho scén bylo také natočeno pomocí dronů. Scény jako výbuchy, honičky a přestřelky jsou řešeny pomocí speciálních efektů. Podle slov generálního ředitele televize Marcela Gregu je seriál "zatím nejkvalitnější kriminálkou na Slovensku". Druhá řada seriálu se natáčela v létě roku 2017. Třetí řada se natáčela v létě 2019.

## Titulní píseň
Titulní píseň má stejný název jako samotný seriál. Skladba "Za sklom" je na třetím ("Banská Bystrica") a čtvrtém albu ("Kam ideme") bratislavské skupiny Korben Dallas.

## Sankce
Dne 23. března 2017 uložila Rada pro vysílání a retransmisi televizi JOJ pokutu 5000 € za první část seriálu, která měla být "vzhledem k obsahu vulgárního a obscénního vyjadřování a zobrazení erotických pomůcek označena jako nevhodné pro nezletilé mladší 18 let", což by znamenalo posunutí vysílání až po 22:00.

## Vysílání
Po první odvysílané části druhé řady, televize JOJ stáhla seriál z vysílání. Odůvodnila to nízkou sledovaností z důvodu neatraktivního vysílacího času. Objevila se podezření, zda za stažením seriálu z obrazovek nejsou externí politické tlaky, neboť seriál poukazuje na politické kauzy, daňové podvody, korupci, propojení politiků a mafie nebo zasahování ministra vnitra a prezidenta do vyšetřování. Televize JOJ jakékoliv externí ovlivňování vysílání odmítla. Druhá řada se vrátila do vysílání 2. května 2018.

## Řady a díly
| Řada | Díly | Premiéra v SR     | Premiéra v SR      | Premiéra v ČR (JOJ Family) | Premiéra v ČR (JOJ Family) | Premiéra v ČR (TV Prima) | Premiéra v ČR (TV Prima) |
| Řada | Díly | První díl         | Poslední díl       | První díl                  | Poslední díl               | První díl                | Poslední díl             |
| ---- | ---- | ----------------- | ------------------ | -------------------------- | -------------------------- | ------------------------ | ------------------------ |
| 1    | 8    | 28. září 2016     | 16. listopadu 2016 | 28. září 2016              | 16. listopadu 2016         | 4. července 2017         | 23. srpna 2017           |
| 2    | 8    | 8. listopadu 2017 | 23. května 2018    | 30. července 2018          | 9. srpna 2018              | bude oznámeno            | bude oznámeno            |
| 3    | 10   | 1. října 2019     | 12. listopadu 2019 | bude oznámeno              | bude oznámeno              | bude oznámeno            | bude oznámeno            |